# 2359 Debehogne
2359 Debehogne је астероид главног астероидног појаса са средњом удаљеношћу од Сунца која износи 2,424 астрономских јединица (АЈ).
Апсолутна магнитуда астероида је 12,9.